# Louis Garros
Pour les articles homonymes, voir Garros.

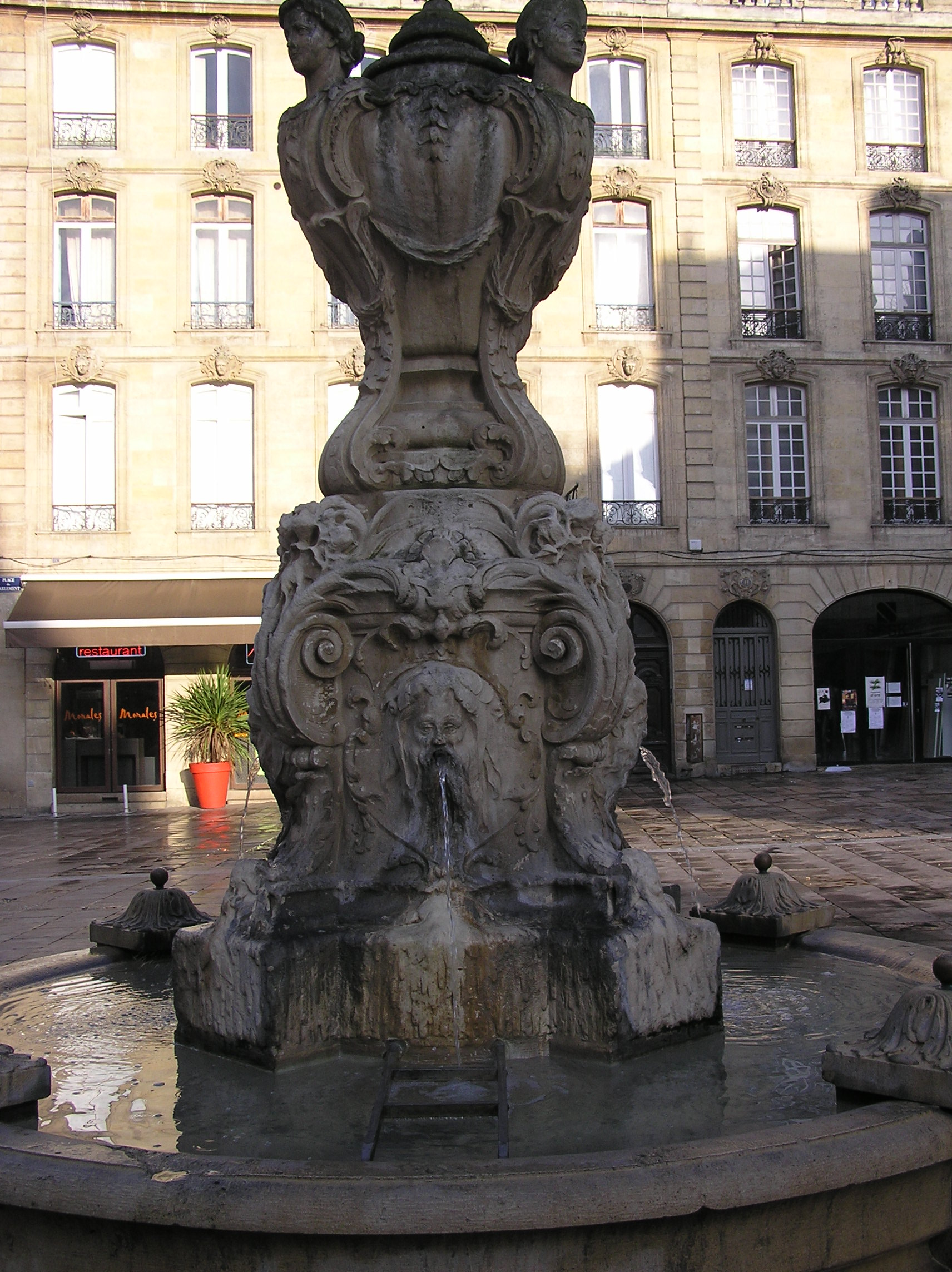
La fontaine du Parlement réalisée par Louis Garros (sculptures d'Edmond Prévot.

Louis-Michel Garros (Barsac, 1833 - Bordeaux, 1911) est un architecte français diplômé de l'École impériale des Beaux-Arts de Paris.

## Biographie[1]
La famille de Louis était implantée en Gironde.
Son père était régisseur de la famille de Lur-Saluces, propriétaire du château de Yquem.
Louis était donc destiné au grand commerce des vins, mais il voulait être peintre.
Finalement il choisit l'architecture, offrant moins d'aléas que la peinture, il fut présenté par Constant-Dufeux et inscrit comme élève à l'École impériale des Beaux-Arts de Paris en novembre 1855.
Après ses études, il retourna à Bordeaux en 1860 où il épousa la fille d'un manufacturier, et commença sa vie professionnelle en construisant habitations urbaines ou châteaux. Il installa son agence 14 rue lecoq à Bordeaux.
Depuis 1855, il travaillait dans la région du Biterrois.
En 1887, il est lauréat de la grande médaille par le jury lors du Congrès des architectes français, ce prix récompense les travaux d'architecture privée les plus remarquables en province pour la dernière décennie.
Avec sa formation traditionnelle française s'ajoutait une connaissance en architecture britannique.
Louis Garros fonde une dynastie d'architecte. Son fils Alexandre (1867-1953) prend la relève, suivi par ses propres fils Louis (1895-1956) et Marcel (1898-1956). Enfin Michel (1923-2017), fils de Marcel, fait de même.

## Présentation
Il a utilisé avec éclectisme les styles anciens et a fait des emprunts à la Renaissance française et au gothique anglais.
Son œuvre la plus connue à Bordeaux est l'Hôtel Exshaw, rue Théodore Gardère, traité en gothique anglais.
L'immeuble Martin (10, place Pey-Berland, construit en 1875), œuvre de Garros également, est un grand immeuble destiné à la location réalisé en néo-Louis XVI, tandis que le 22, rue Vital-Carles est traité dans un style néorenaissance.
Il réalisa aussi à Bordeaux la fontaine de la place Charles Gruet et la fontaine du parlement.
Il a participé à la construction de très nombreux châteaux dits « pinardiers » dans la région de Béziers. Ses deux œuvres les plus remarquables y sont le château de Roueïre et le château de Libouriac (1885) sur la commune de Béziers. La famille Garros fut très active dans le biterrois, construisant des demeures de campagne et restaurant des hôtels particuliers en ville. Parmi les dernières réalisations, on trouve le château de Pinet, construit peu de temps avant la Première Guerre mondiale.

## Réalisations
- château du Terral d’Ouveillan
- Le château Saint-Bauzille à Béziers.
- Le château de Libouriac à Béziers.
- Le château de Roueïre à Béziers.
- Le château Fonréaud construit en 1855 à Listrac-Médoc[9],[10].
- Le château Maillé à Carignan[11].
- Le château Grattequina à Blanquefort[12],[13].
- Le château Malescot-Saint-Exupéry à Margaux[1].
- Le château Pichon à Parempuyre dans le Médoc[1].
- Le château de Valmirande à Montréjeau (Haute-Garonne), construit pour le baron Bertrand de Lassus en 1892[14].
- L'église Notre Dame des Passes en 1863, elle est située à Arcachon dans la Gironde[15].
- Le château de Grézan, dans la commune de Laurens (Hérault)[16].
- Le château de Lagravade, Layrac (Lot-et-Garonne)[11].
- Les chais et cuvier de l'ancien domaine de Dubos, ancien château Médoc à Saint-Julien-Beychevelle[17].
- Le haras du château de Malleret à Le Pian-Médoc[18].
- Le domaine de Ducru-Ravez à Macau[19].
- Le château La Chesnaye à Cussac-Fort-Médoc[20].
- Le château Lascombes à Margaux[21].
- Le château Lescalle à Macau[22].
- Le château Ducru-Beaucaillou à Saint-Julien-Beychevelle[23].
- Le collège Saint-Elme à Arcachon[24].
- Le château Rauzan-Ségla à Margaux[25].
- L'ancien cuvier La Colonie[26], aujourd'hui chocolaterie Mademoiselle de Margaux[27] à Margaux.
- Le château de Rayne-Vigneau à Bommes[28].
- Le château de la Gardie à Vias (Hérault)[29].

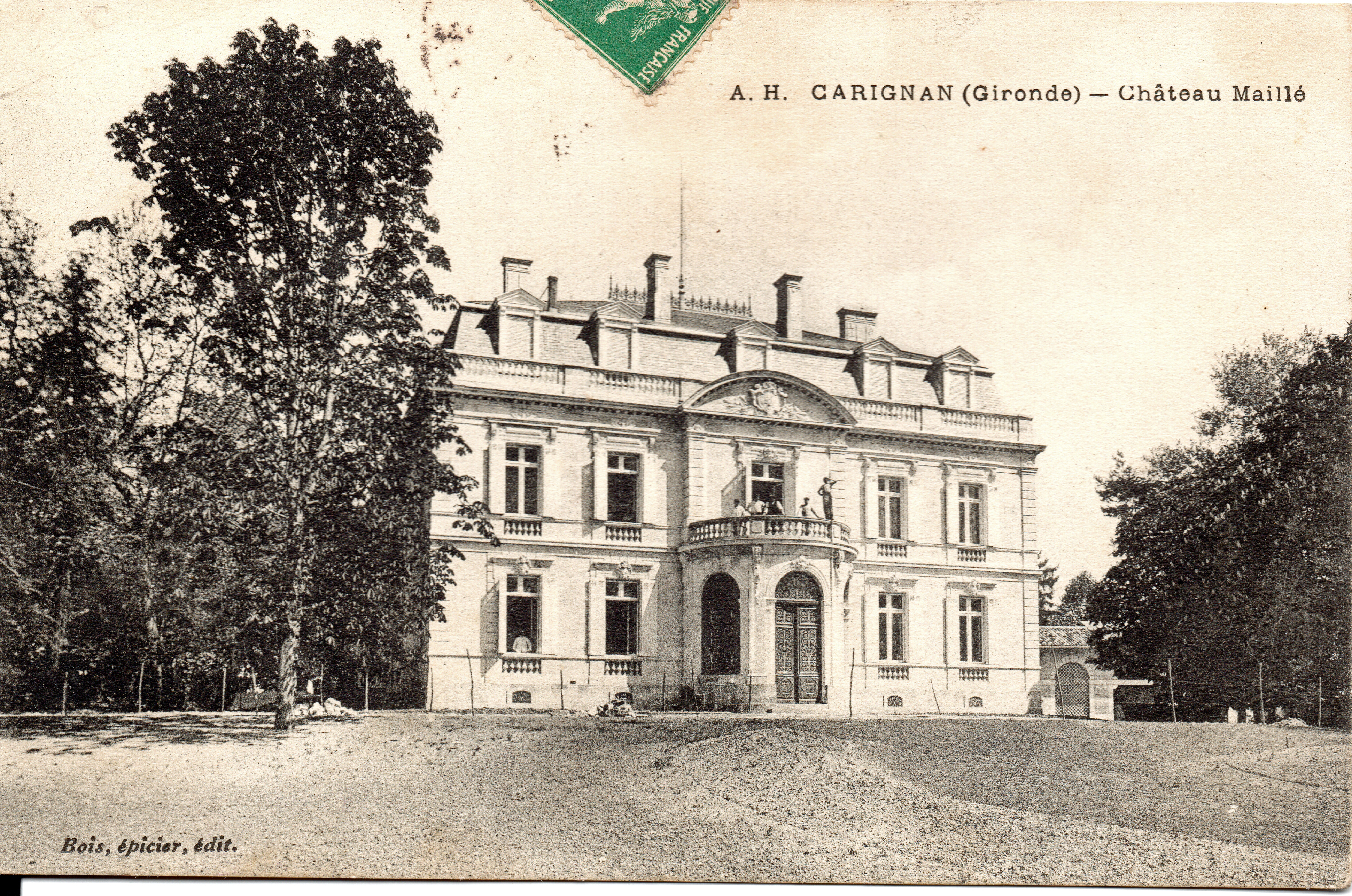
Château Maillé à Carignan.
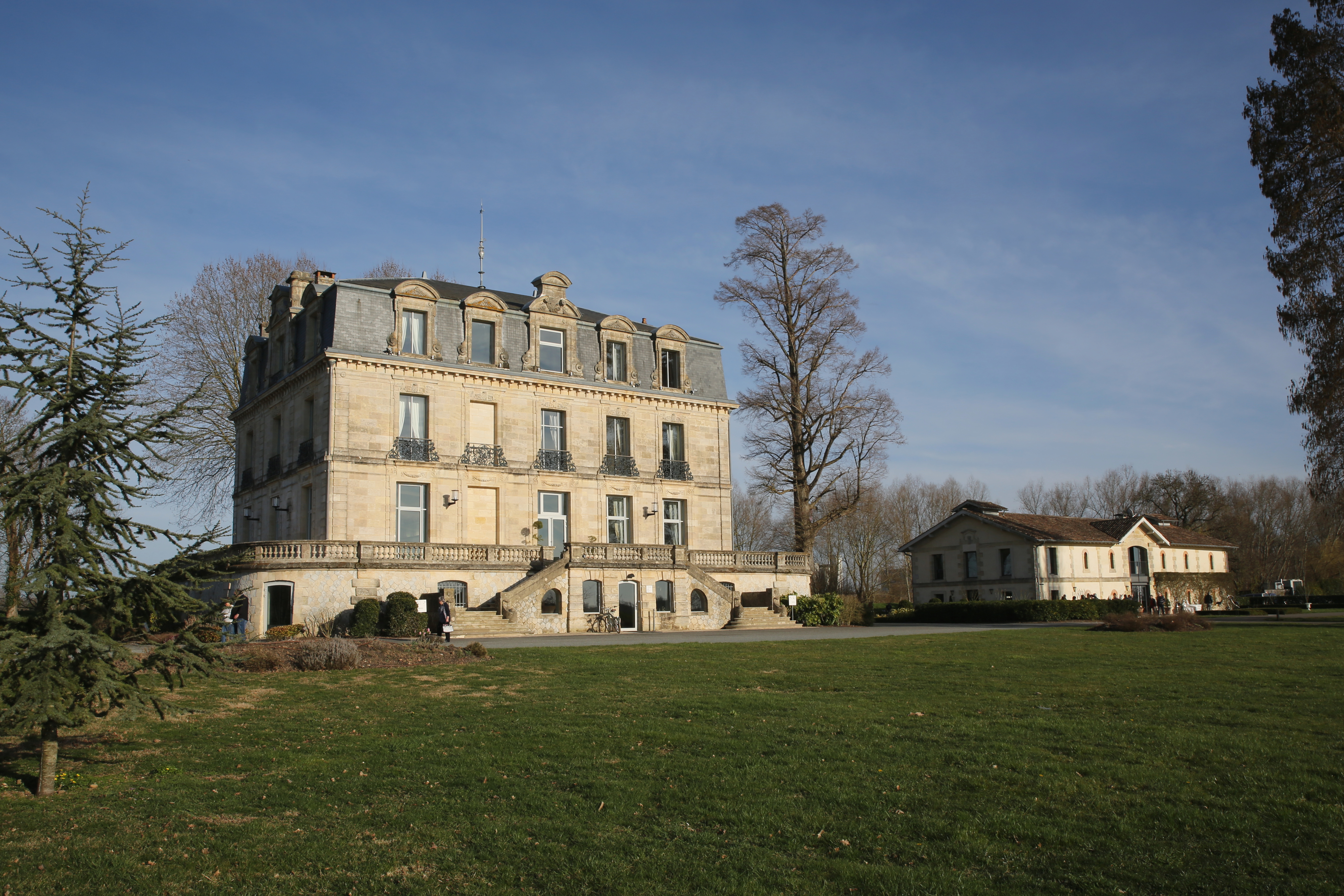
Château Grattequina
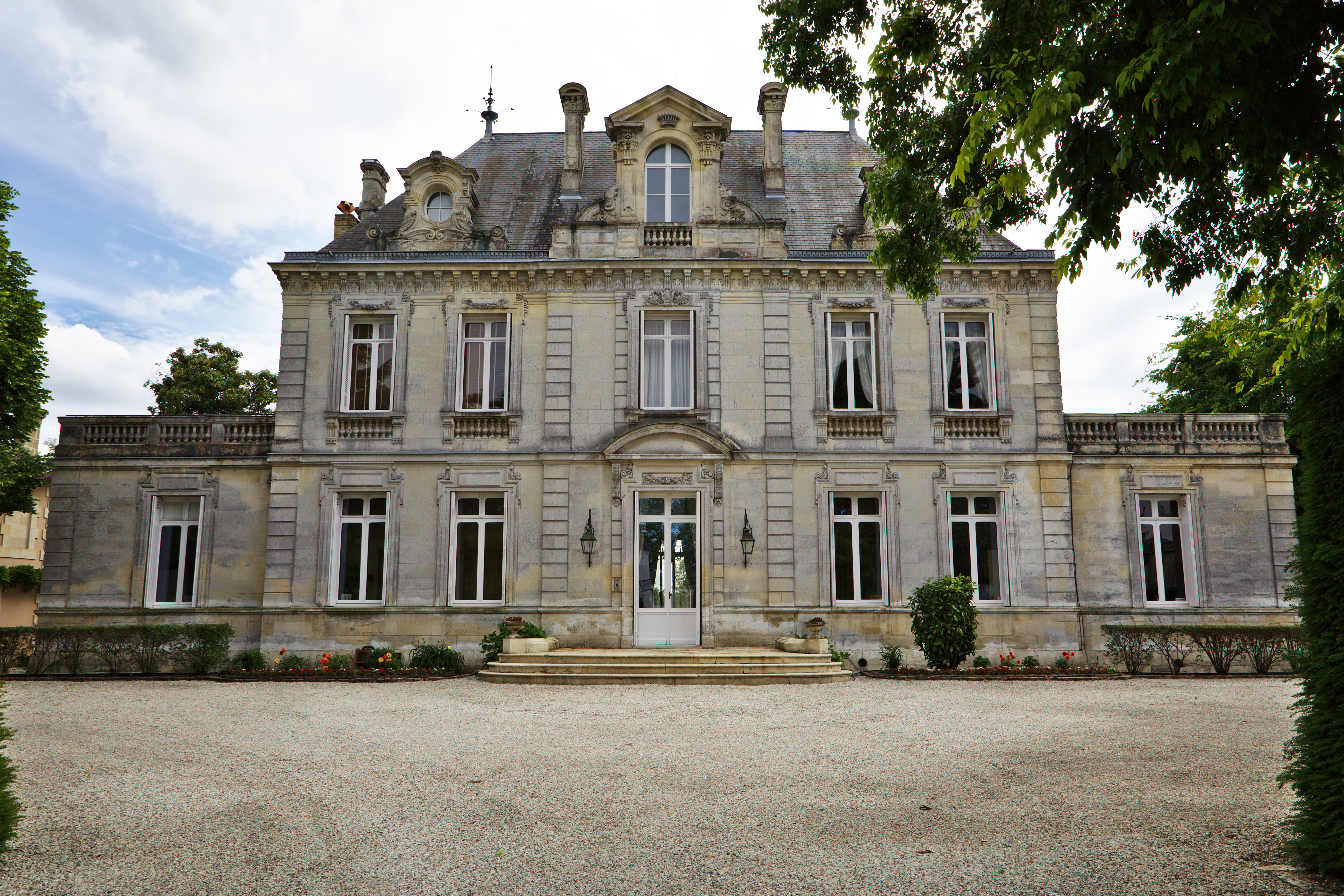
Château Malescot-Saint-Exupéry
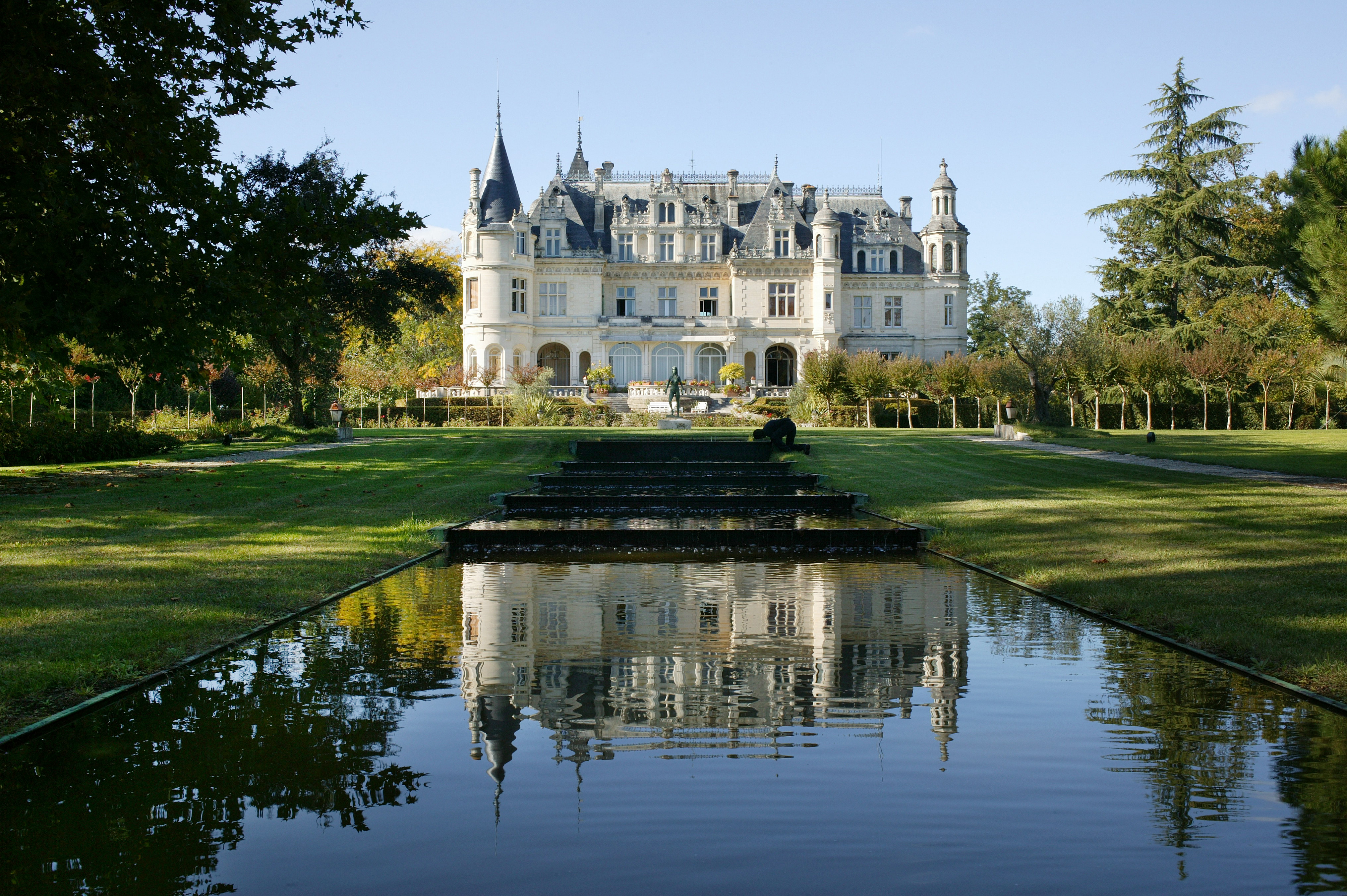
Château Pichon
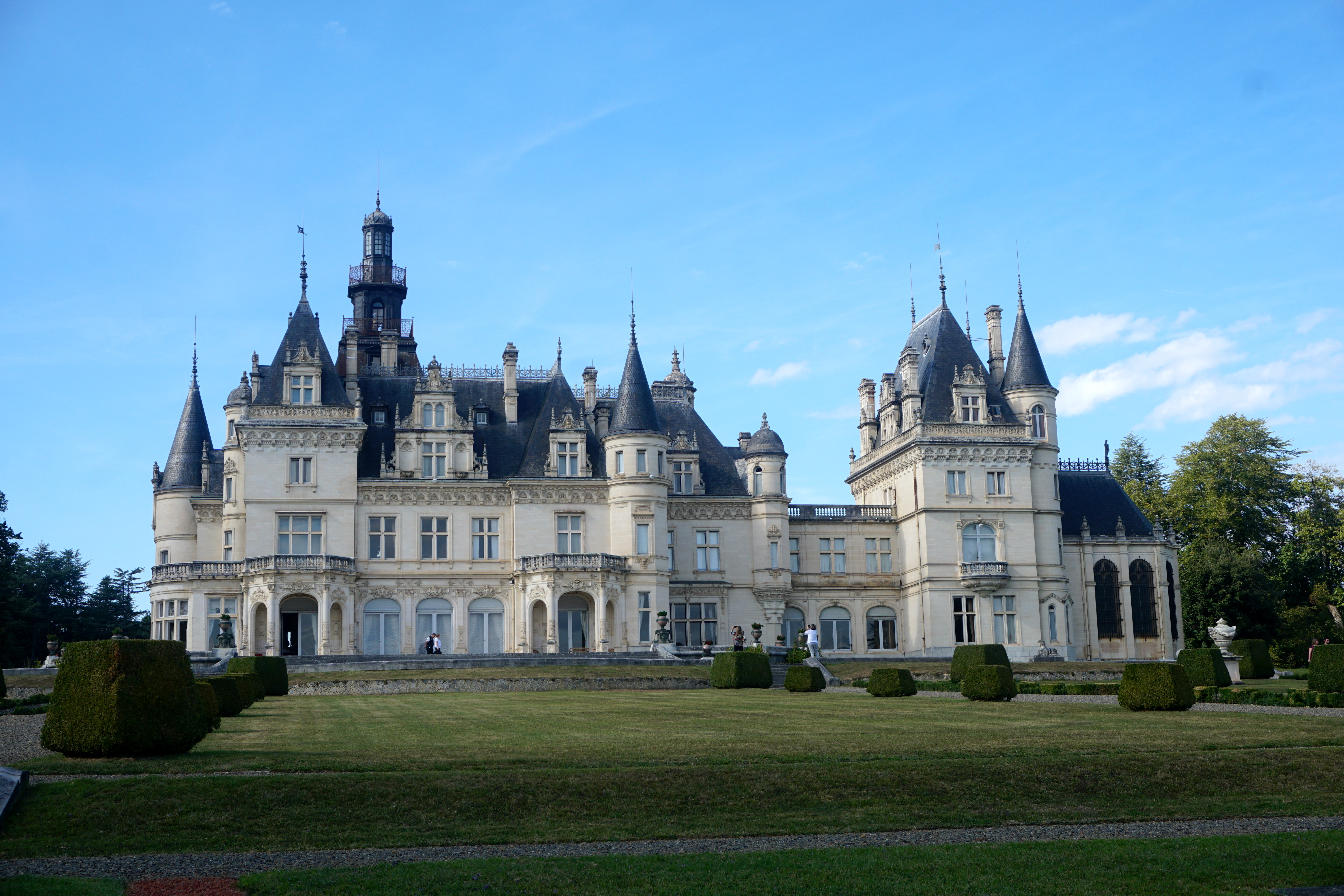
Château de Valmirande.
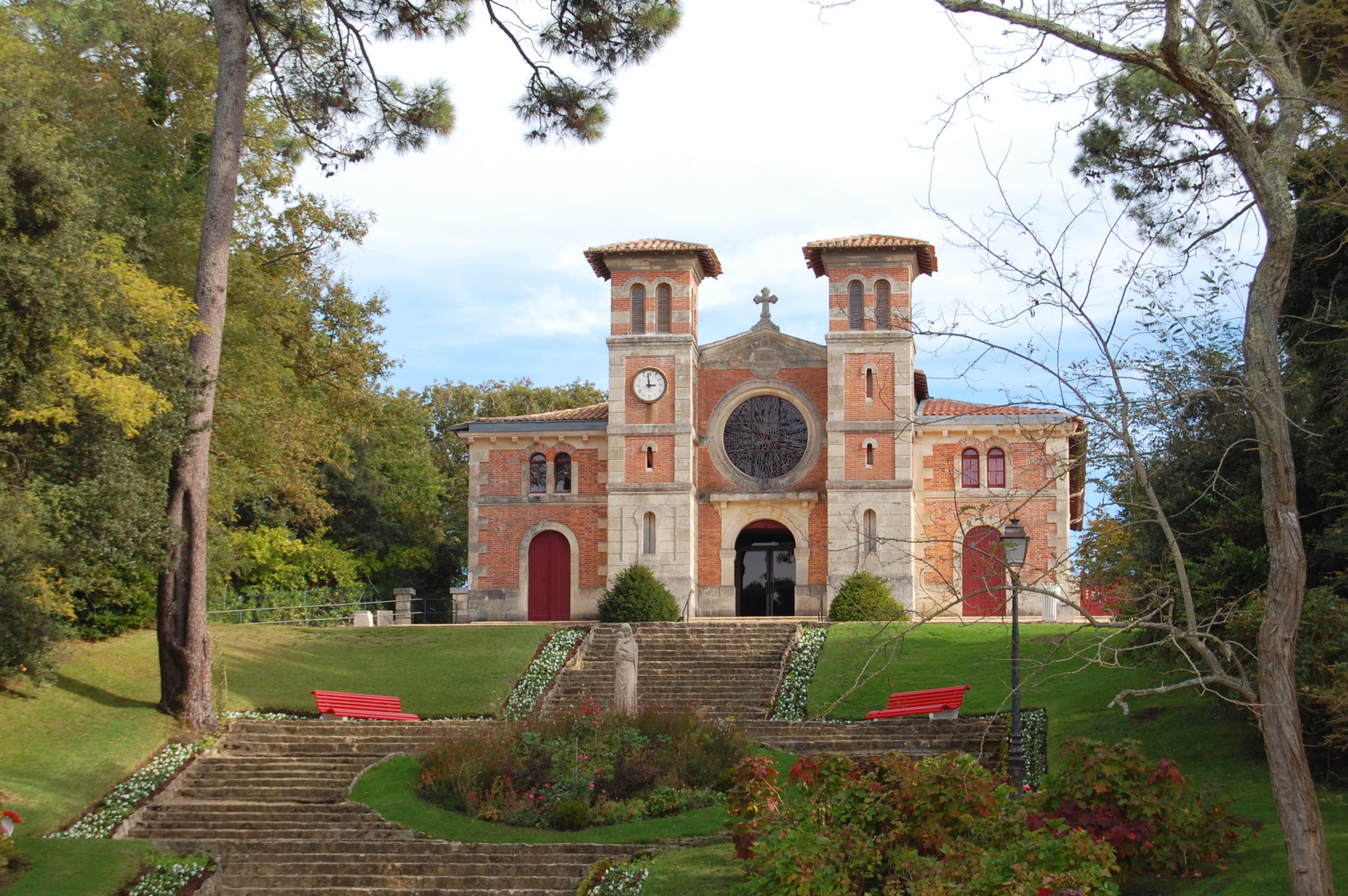
Église Notre-Dame-des-Passes
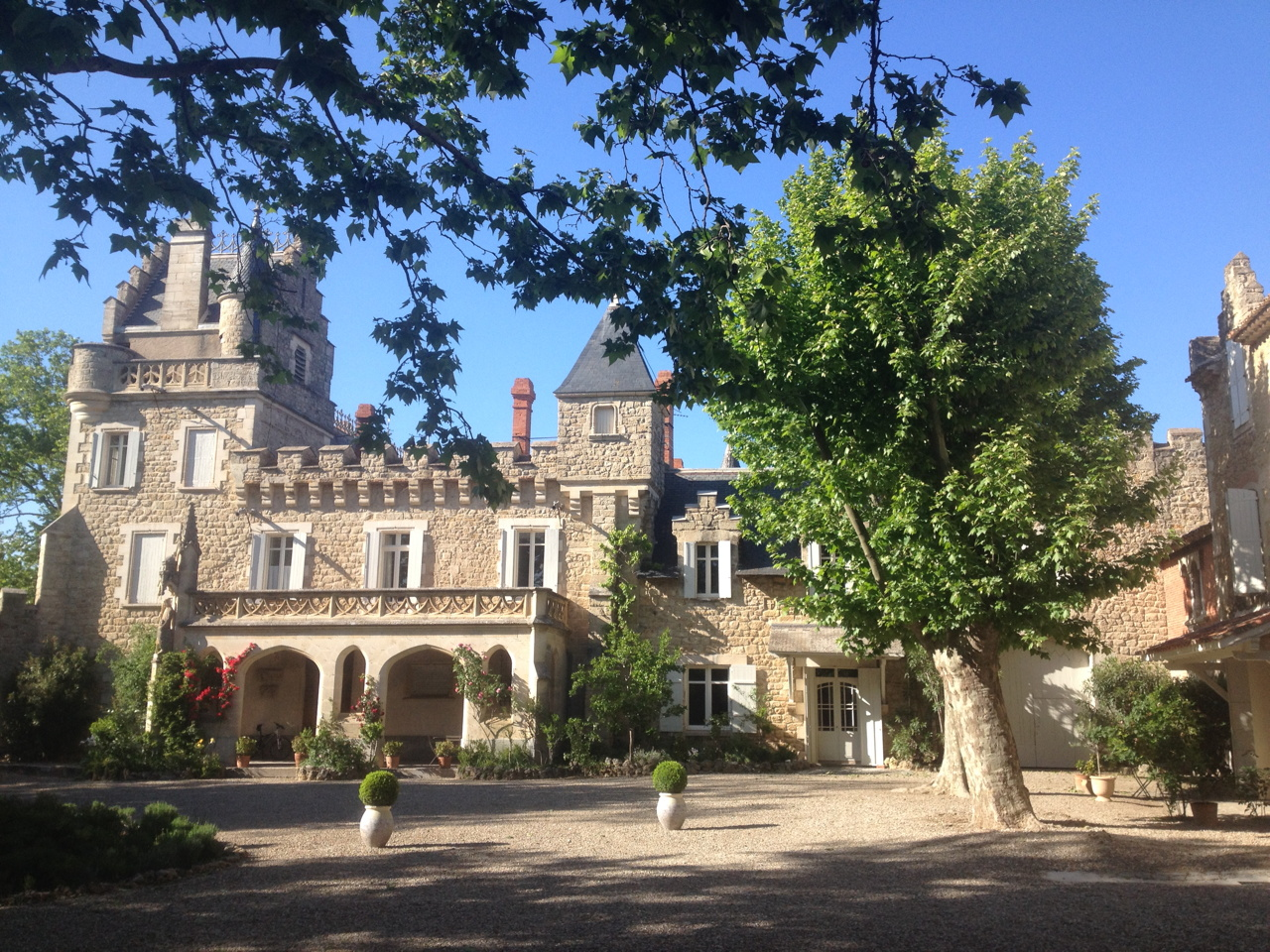
Château de Grézan
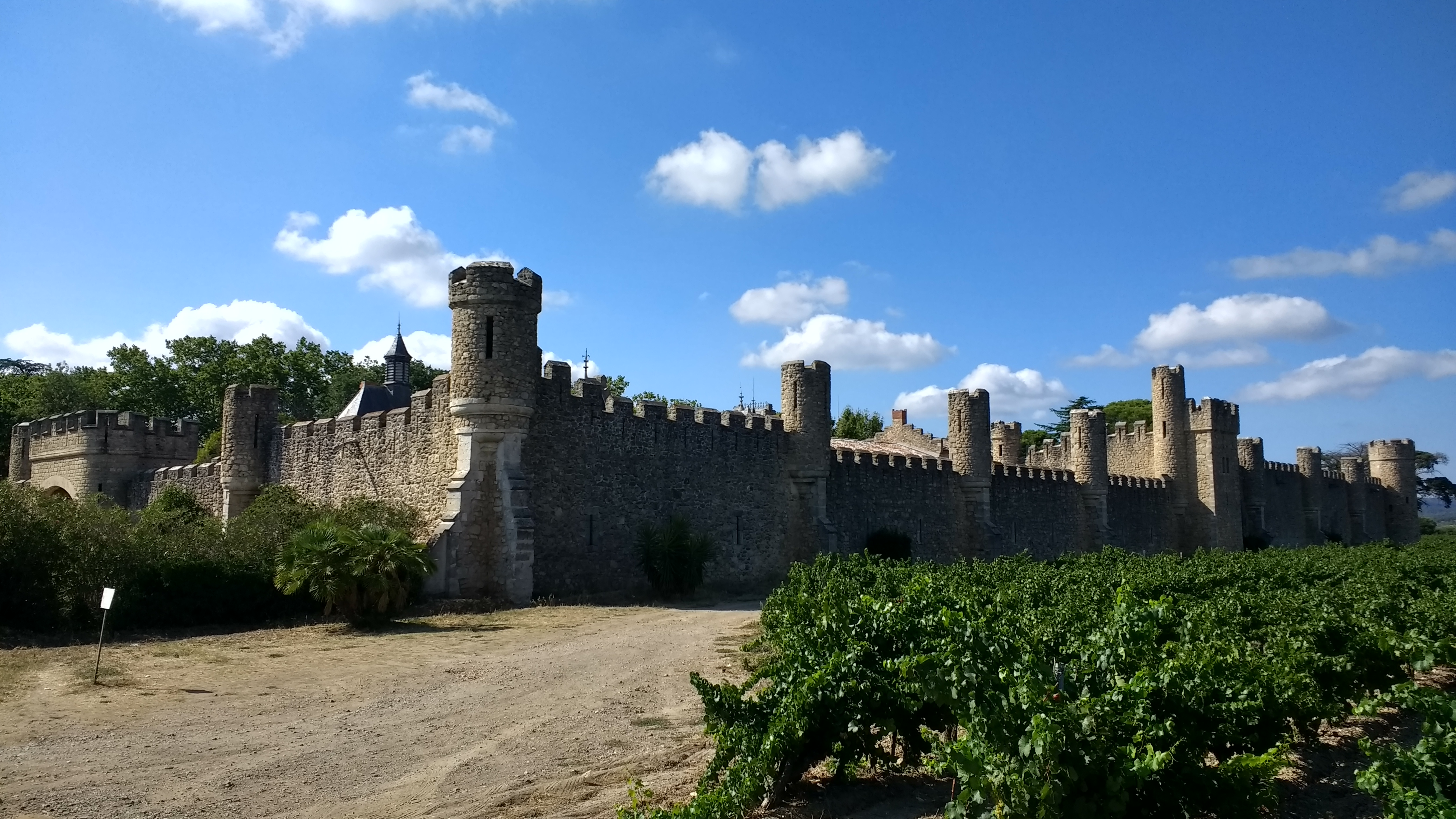
Enceinte à créneaux et échauguettes du Château de Grézan
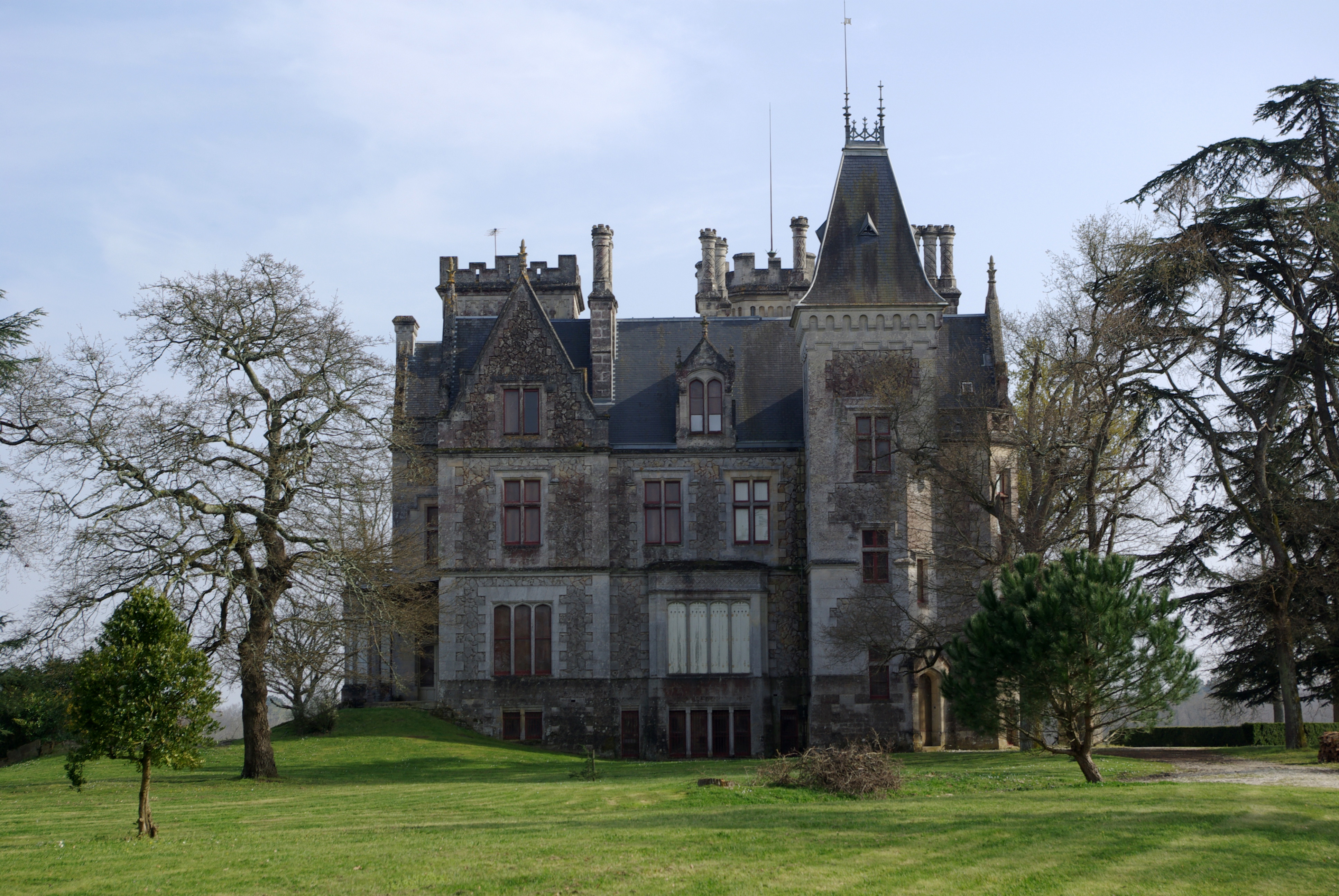
Château La Chesnaye
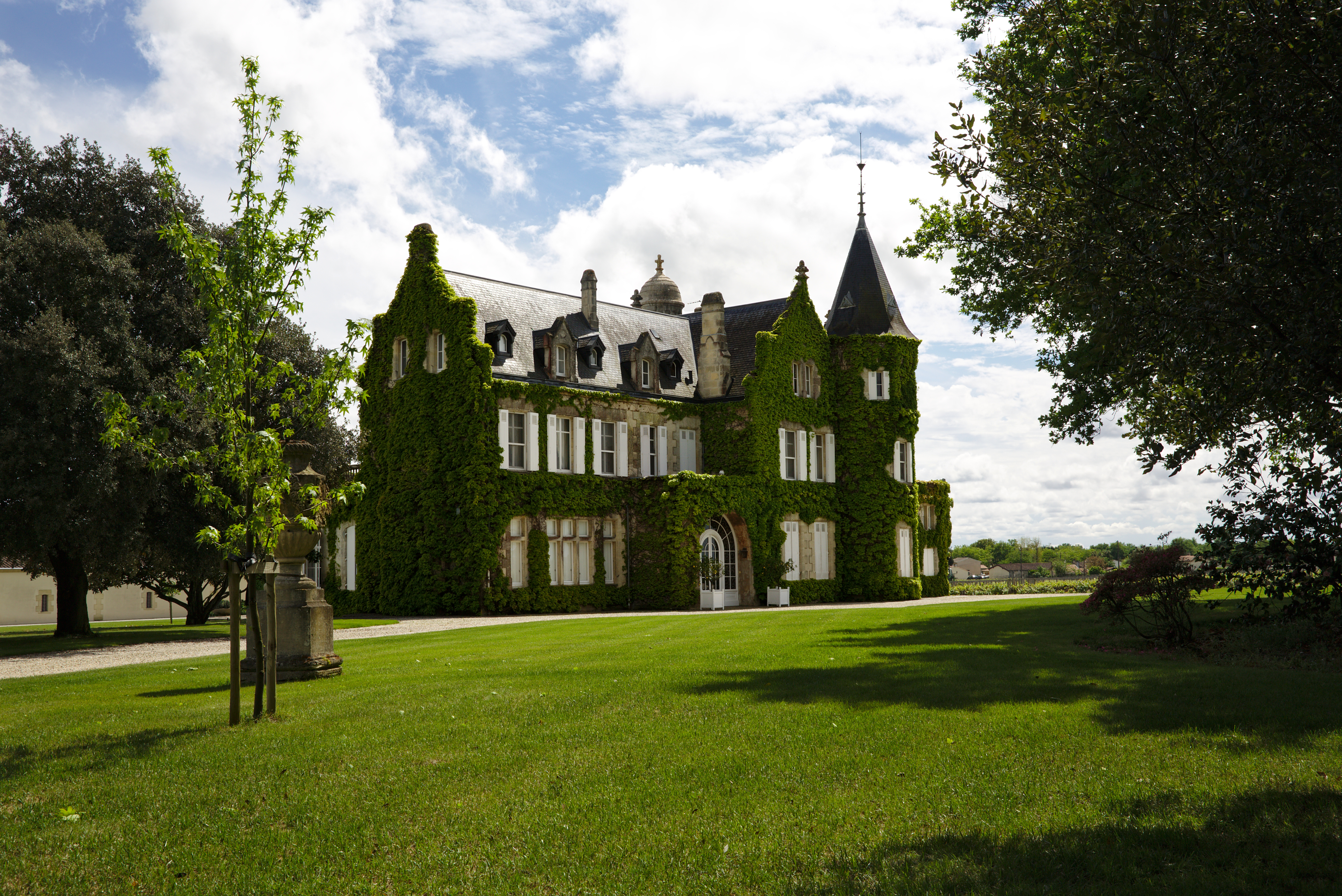
Château Lascombes
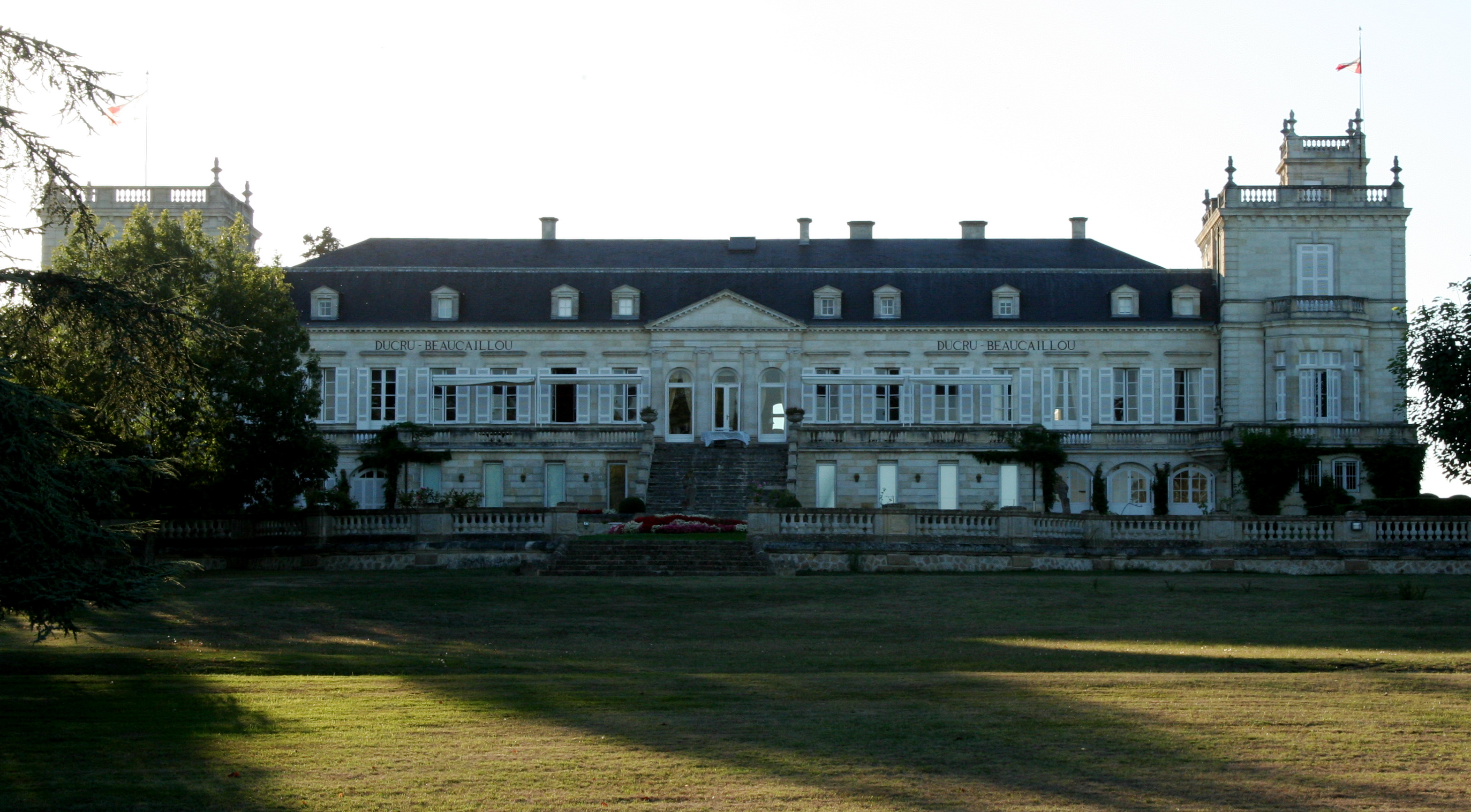
Château Ducru-Beaucaillou
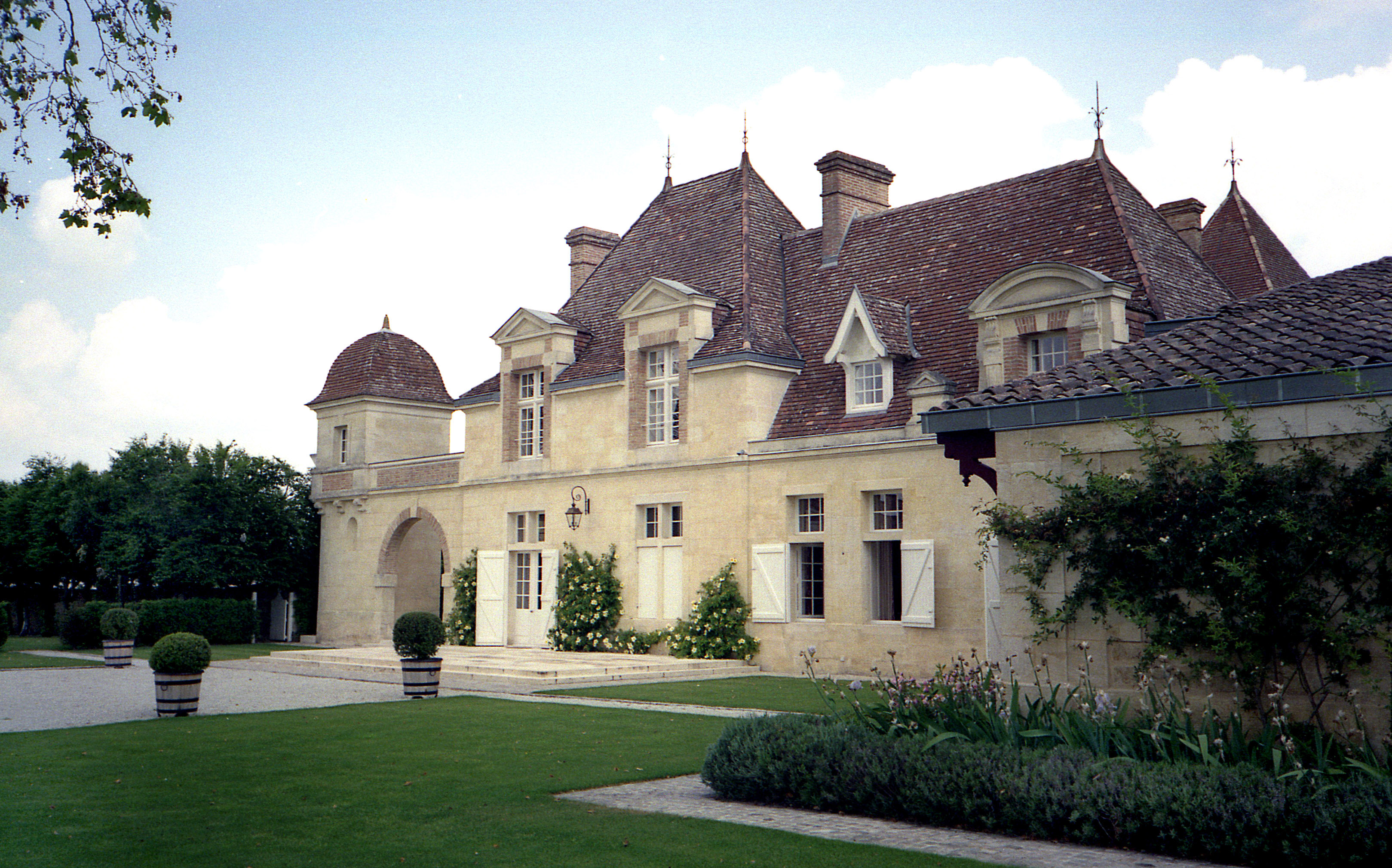
Château Rauzan-Ségla
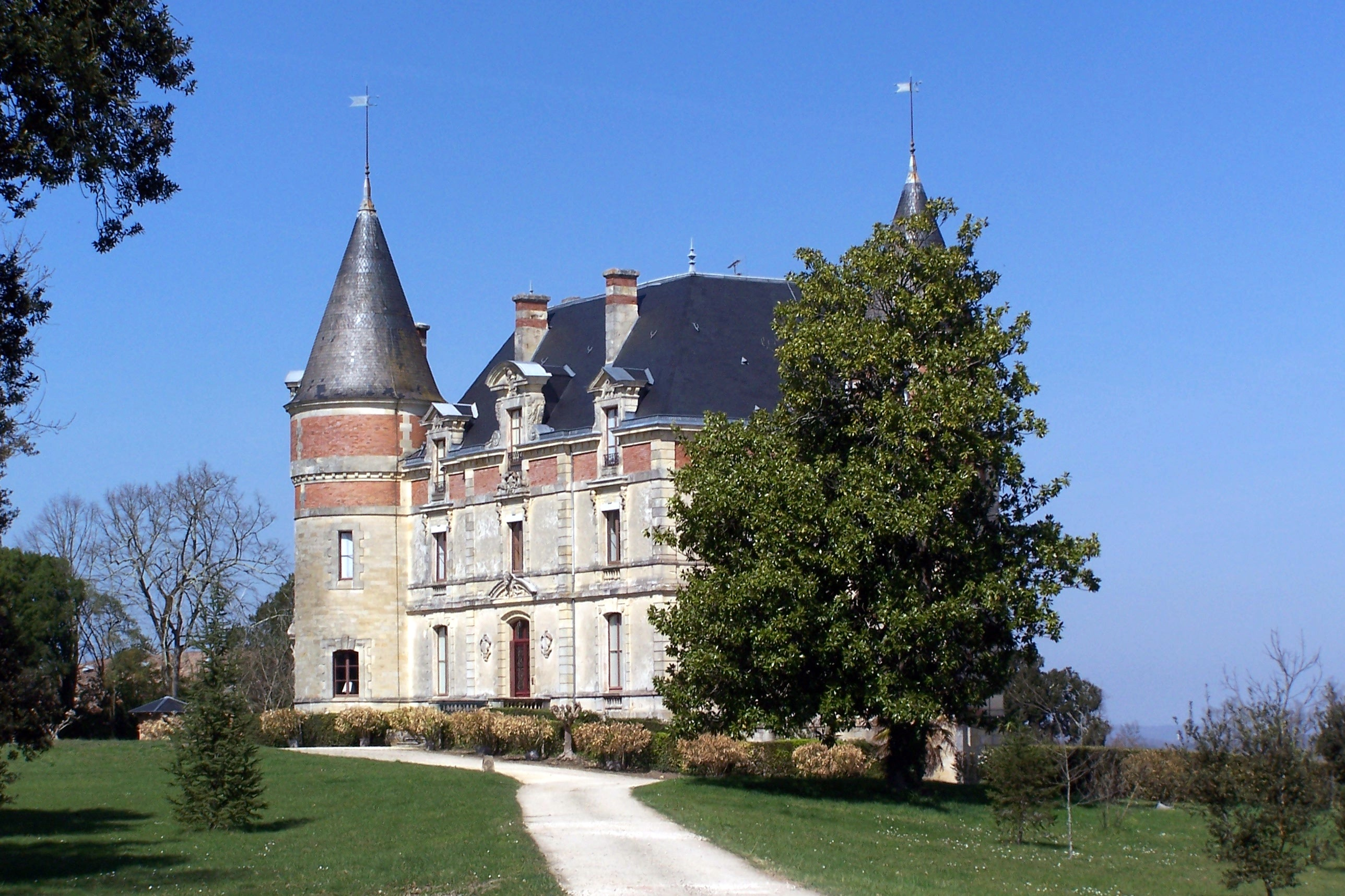
Château de Rayne-Vigneau
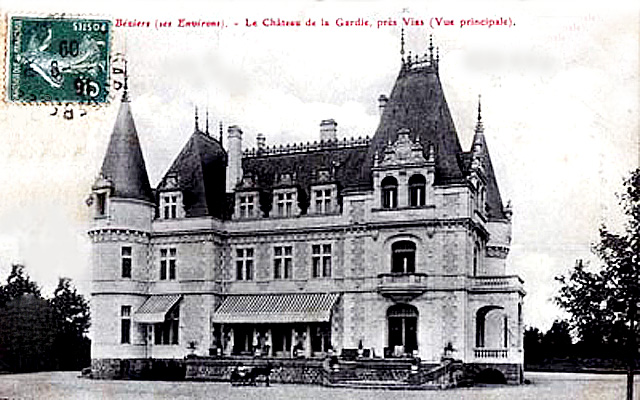
Château de la Gardie, Vias